# 钱人元
钱人元（1917年9月19日—2003年12月6日），男，江苏常熟人，中国高分子物理和物理化学家。曾任中国科学院化学研究所研究员、所长，中国化学会理事长及高分子学科委员会主任。

## 生平
1939年毕业于浙江大学化学系。1980年当选为中国科学院学部委员(院士)。1985年当选美国化学家学会会员。